# 記事差止命令
記事差止命令（きじさしとめめいれい）とは戦前に内務大臣が慣例的に頻繁に行っていた新聞・雑誌に対する記事の掲載を禁止する命令。発禁処分よりも事前抑制的性格が強かった。

## 概要

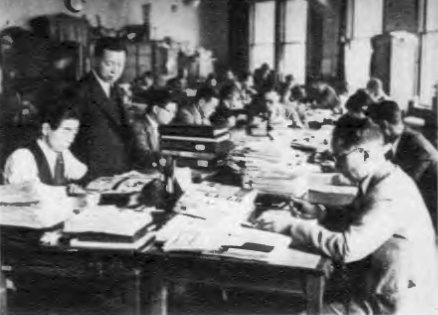
警視庁特別高等警察部検閲課による検閲事務の様子（1938年（昭和13年））

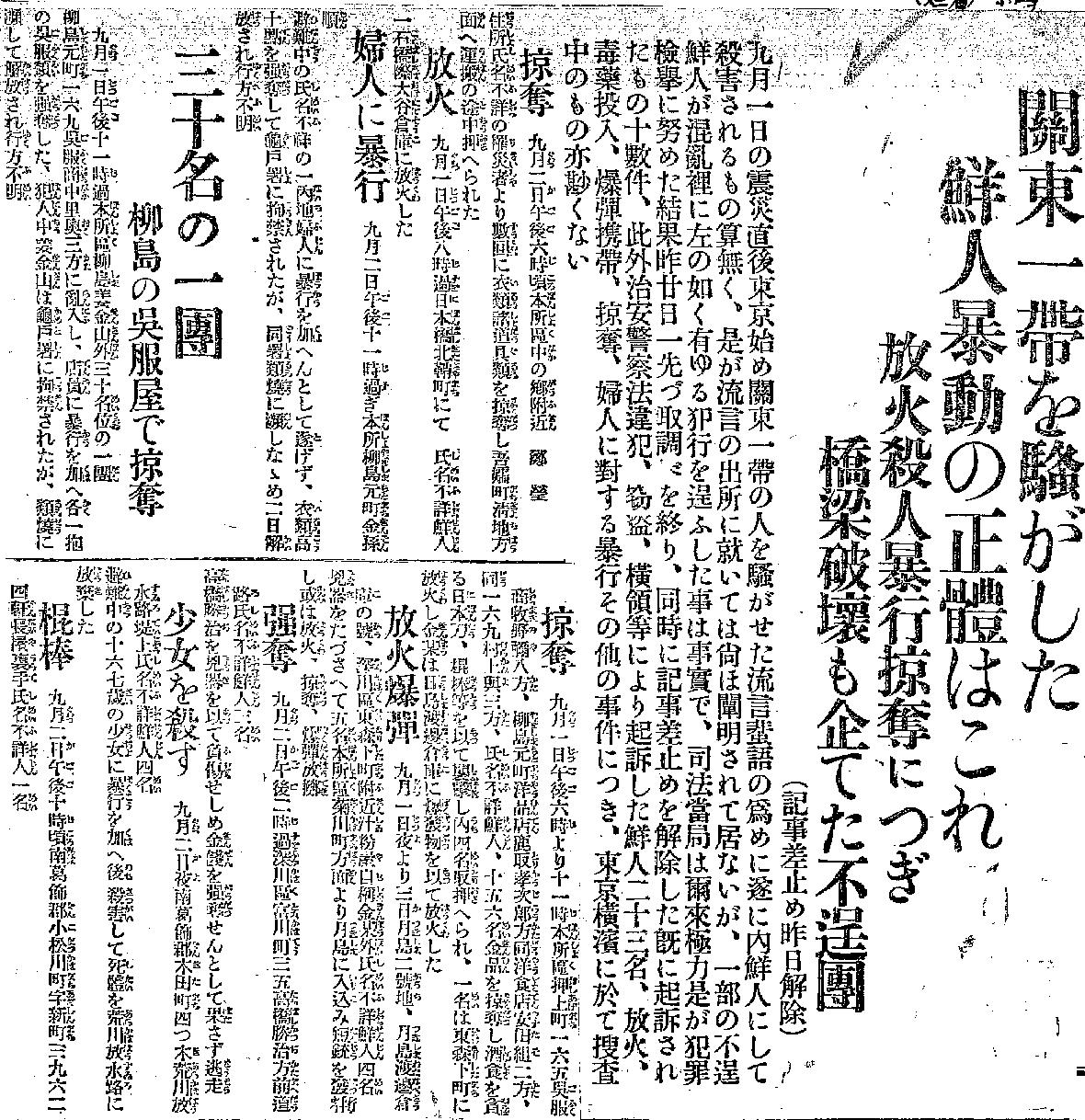
関東大震災から1月以上経過してから差し止めが解除され報道された記事

この制度の成立時期は明確にされていないが、1918年（大正7年）の米騒動の際には騒擾に関する一切の記事差止が内務大臣から8月13日に出されている。関東大震災の際には朝鮮人による事件の報道が一定期間差し止められた。
新聞紙法第23第1項には「発売頒布禁止」に関する規定があり、第2項には「前項の場合に於て内務大臣は同一主旨の事項の掲載を差止むることを得」とある。したがって、内務大臣は「発売頒布禁止」を課したものについて差し止める権限を法的には有していた。しかし実際には「発売頒布禁止」の以前に「何々に関する記事は一切新聞紙に掲載せざる様」、「何々に関する記事を新聞紙に掲載したる時は禁止処分」と「示達」・「警告」・「懇談」した。この慣例については第51議会（1925～1926年）、第52議会（1926～1927年）において合法化が試みられたが、法案は成立しなかった 。
この命令制度は法的根拠が無いために、違反しても直接の罰則は無かったが、別に新聞紙法・出版法に基づく「発売頒布禁止処分」や「発行禁止処分」が待っていた。
かえって乱発され、大正デモクラシーの末期には新聞社の反対運動も起こったが、廃されることはなかった。

## 注
1. ↑  『関東一帯を騒がした鮮人暴動の正体はこれ : 放火殺人暴行掠奪につぎ橋梁破壊も企てた不逞団 （記事差止め昨日解除）』 東京時事新報 1923.10.22. 神戸大学附属図書館 ※補注によると新聞紙名および日付は真偽不明。
2. ↑  法的基礎は1938年（昭和13年）の国家総動員法に拠って得た。